# Kirkby Fleetham
Kirkby Fleetham är en ort i Storbritannien.   Den ligger i grevskapet North Yorkshire och riksdelen England, i den centrala delen av landet, 300 km norr om huvudstaden London. Kirkby Fleetham ligger 42 meter över havet och antalet invånare är 560.
Terrängen runt Kirkby Fleetham är platt, och sluttar österut.Runt Kirkby Fleetham är det ganska tätbefolkat, med 67 invånare per kvadratkilometer. Närmaste större samhälle är Darlington, 19,8 km norr om Kirkby Fleetham. Trakten runt Kirkby Fleetham består till största delen av jordbruksmark.